# 밀리 보비 브라운
밀리 보비 브라운(Millie Bobby Brown, 2004년 2월 19일 ~ )은 잉글랜드의 배우, 프로듀서이다. 12살 되던 해 넷플릭스의 사이언스 픽션 드라마 《기묘한 이야기》에 제인 "일레븐" 아이브스 역으로 출연하여 그 이름을 떨쳤다. 일레븐 역을 맡아 16, 17년 프라임타임 에미상에 2회, 아울러 17, 18년 드라마 시리즈 부문 여자연기상에 2회 노미네이트되었다. 또한 2017년 드라마 시리즈 부문 앙상블 연기상에 기묘한 이야기의 캐스트들과 함께 공동 수상하였다.
2019년 괴수영화 《고질라: 킹 오브 몬스터》로 은막에 데뷔하였으며 2021년의 속편 《고질라 VS. 콩》에서도 재차 출연. 넷플릭스의 미스터리 영화 《에놀라 홈즈》에 출연하고 또 프로듀싱하였다.
2018년 타임 100 지구상에서 가장 영향력있는 인물 리스트에 선정. 같은 해 유니세프 친선대사에 최연소 임명되었다.

## 출연작 목록

### 영화
| 연도 | 제목                   | 원제                           | 배역        | 비고 |
| ---- | ---------------------- | ------------------------------ | ----------- | ---- |
| 2019 | 고질라: 킹 오브 몬스터 | Godzilla: King of the Monsters | 매디슨 러셀 |      |
| 2020 | 에놀라 홈즈            | Enola Holmes                   | 에놀라 홈즈 |      |
| 2021 | 고질라 vs. 콩          | Godzilla vs. Kong              | 매디슨 러셀 |      |
| 2022 | 에놀라 홈즈 2          | Enola Holmes 2                 | 에놀라 홈즈 |      |
| 2024 | 댐즐                   | Damsel                         | 엘로디 공주 |      |
| 2025 | 일렉트릭 스테이트      | The Electric State             | 미셀        |      |

### TV 드라마
| 연도      | 제목                          | 원제                           | 배역                   | 비고                                   |
| --------- | ----------------------------- | ------------------------------ | ---------------------- | -------------------------------------- |
| 2013      | 원스 어폰 어 타임 인 원더랜드 | Once Upon a Time in Wonderland | 앨리스                 | 2회분 출연 소피 로 아역                |
| 2014      | 인트루더스                    | Intruders                      | 매디슨 오도널          | 주연                                   |
| 2014      | NCIS                          | NCIS                           | 레이철 반스            | "Parental Guidance Suggested" 에피소드 |
| 2015      | 모던 패밀리                   | Modern Family                  | 리지                   | "Closet? You'll Love It!" 에피소드     |
| 2015      | 그레이 아나토미               | Grey's Anatomy                 | 루비                   | "I Feel the Earth Move" 에피소드       |
| 2016-현재 | 기묘한 이야기                 | Stranger Things                | 제인 아이브스 / 일레븐 | 주연                                   |